# 圣母法衣存放教堂
圣母法衣存放教堂（俄语：Церковь Ризоположения）是一座东正教教堂，位于克里姆林宫内的大教堂广场，于1484年由普斯科夫的工匠修建，有可能与毗邻的圣母领报大教堂出于同一批工匠之手。

## 历史
这座教堂建在由莫斯科的约拿兴建于1451年的教堂的原址。据说在5世纪，圣母法衣从巴勒斯坦送往君士坦丁堡，保护该市免于被征服。例如，传说在860年的罗斯-拜占庭战争中，牧首将圣母法衣扔进大海，引起的风暴摧毁了入侵的罗斯舰队。

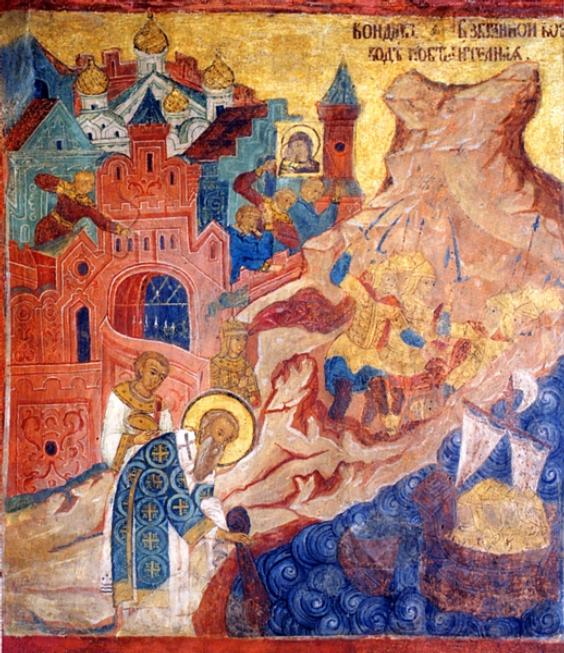
壁画表现拜占庭皇帝米海尔三世和牧首把圣母法衣扔进大海

教堂内保存有1627年的聖幛，1644年的壁画。
这座教堂最初是莫斯科牧首的私人小教堂，但是在17世纪中叶归属俄国皇室。在1737年大火中，教堂受损严重（沙皇钟同时受损）。
今天，这座教堂展出14到19世纪的木雕。